# روبن إم. وليامز
روبن إم. وليامز (بالإنجليزية: Robin M. Williams)‏ هو رياضياتي نيوزيلندي، ولد في 30 مارس 1919 في كرايستشرش في نيوزيلندا، وتوفي في 18 مارس 2013 في ويلينغتون في نيوزيلندا بسبب مرض.